# Свидригайло
Свидрига́йло (пол. Świdrygiełło, лит. Švitrigaila; 1355/1376 — 10 февраля 1452) — князь витебский (1393), подольский и жидачевский (1400—1402), новгород-северский, черниговский и брянский (1404—1408, 1420—1430), великий князь литовский (1430—1432), князь волынский (1434—1452). Сын великого князя литовского Ольгерда Гедиминовича от его второй жены, тверской княжны Ульяны, младший брат великого князя литовского и короля польского Ягайла.

## Происхождение и ранние годы
Год и место рождения Свидригайло достоверно не известны. Разные исследователи указывали даты в диапазоне от 1355 года до 1376 года. Также существует два взгляда на то, был ли он крещён до 1386 года. Достоверно известно, что Свидригайло был сыном Ольгерда от второго брака с Юлианией Тверской, заключённого в 1350 году. В этом браке (между 1350 и 1377 годом) родилось множество детей (насчитывают до 16 персон). Но у исследователей есть расхождения о том, какое место среди детей, рождённых в этом браке, занимал Свидригайло.
Энциклопедический словарь Брокгауза и Ефрона в 1900 году писал, что Свидригайло родился в 1355 году и при православном крещении получил имя Лев. Леонтий Войтович в книге «Княжеские Династии Восточной Европы» 2000 года относил рождение к 1365/1366 году, указал два крестильных имени, показывал Свидригайло шестым из семи сыновей во втором браке. Большая российская энциклопедия в 2015 году относила дату рождения между 1369 и 1376 годами и указывала лишь о католическом крещении. На сайте Мирослава Марека указан 1355 год, только католическое имя, указан младшим из шести сыновей. Foundation for Medieval Genealogy называет лишь католическое имя и указывает его младшим из шести сыновей. У Богуславского рождение датируется ок. 1370, а в перечне всех сыновей Ольгерда у него указано два христианских имени (Лев и Болеслав), и он назван восьмым из одиннадцати. В Хронике Быховца Свидригало назван третьим из шести сыновей. Коцебу называл Свидригайло четвёртым из семи сыновей во втором браке, но отмечал, что раз с крещения в 1386 году до смерти в 1452 году прошло 66 лет, то значит на момент крещения он был сильно молод.
Сергей Полехов (автор статьи о Свидригайло в БРЭ) в журнальной статье «Свидригайло и литовская Русь…» объяснял факт того, что в работах говорится о двух крещениях тем, что в постановлениях люблинского сейма 1566 года упоминаются привилеи князей Свидригайло и Льва (Даниловича) и в издании XVIII между ними не проставлена запятая. А так как при католическом крещении 1386 года он получил имя Болеслав, исследователи сочли, что Лев — это имя, полученное до 1386 года при православном крещении.
Большая российская энциклопедия писала, что после смерти отца Свидригайло воспитывался Ягайлой, а после отбытия того в Польшу — своей матерью Ульяной. Иные исследователи не сообщают данных о детстве Свидригайло.
Торнские анналы, писали, что в июле 1379 года «брат литовского короля» Свидригайло, бывший «герцогом Руси», прибыл в Резенбург с 30 лошадьми, а затем отправился дальше, к королю Венгрии и к римскому королю. Комментатор со ссылкой на Виганда Марбургского утверждал, что тут речь идёт о другом брате Скиргайло.

## От Кракова до Брянска

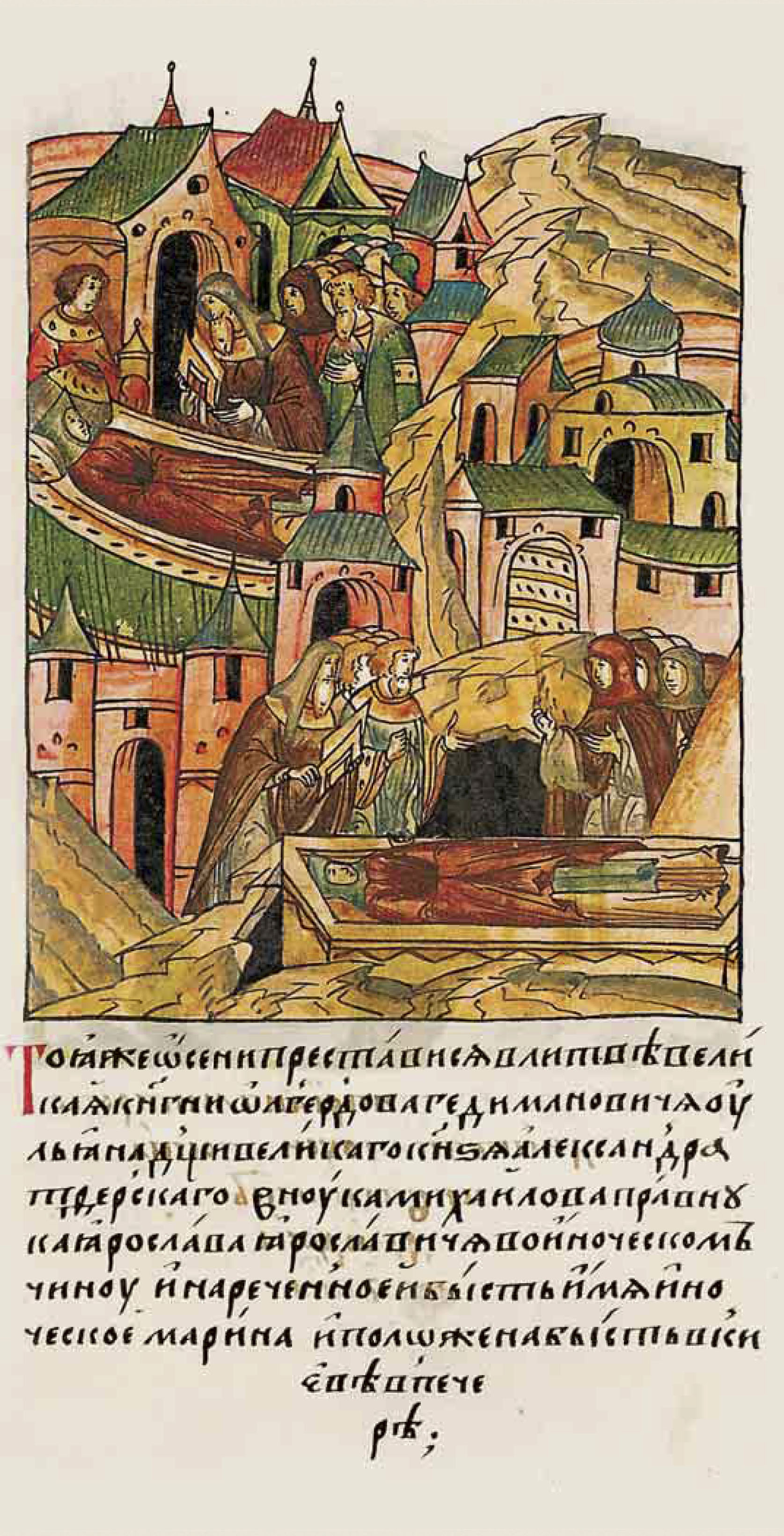
Смерть Ульяны Тверской, матери Свидригайло, Ягайло и Скиригайло. Владела Витебском

В феврале 1386 года со своим старшим братом, великим князем литовским Ягайло, Свидригайло ездил в Краков, где вместе с другими братьями и вельможами принял католичество и получил христианское имя Болеслав.
Биография Свидригайло в 1390—1410-е годы в хрониках и работах исследователей сильно разнится, а порой они и противоречат друг другу — или опуская элементы биографии, или помещая их на иной исторический промежуток. В эти годы Свидригайло: несколько раз вместе с Орденом воевал против Витовта (именуемого хрониками Витольдом); воевал за Витебск; после плена у Ягайла проживал в Силезии, Венгрии; возможно, участвовал в битве на Ворскле; (один или несколько раз) владел Подольем, а также Чернигово-Северской землёй; ездил в Москву; был в плену у Витовта. У авторов есть разночтения и по количеству, и по датировкам этих событий и принимал ли в них участие Свидригайло.
Согласно сообщению «Хроники Быховца», Свидригайло получил в удельное владение города Витебск и Крево после смерти отца. ЭСБЭ утверждала, (вероятно путая его со Скиргайло), что к 1392 году он владел Полоцком. «Всемирная история − в 24-х томах» пишет, что Витебск был вдовьим уделом княгини Ульяны и после её смерти (1391/1392/1393) должен был получить сын «Яков Витебский». И. В. Турчинович утверждал, что Ульяна при жизни передала Витебское княжество в управление Свидригайло.
В 1392 году Ягайло помирился с Витовтом и назначил того наместником в Великом княжестве Литовском.

### Данные хроник и исследований XV—XVI веков

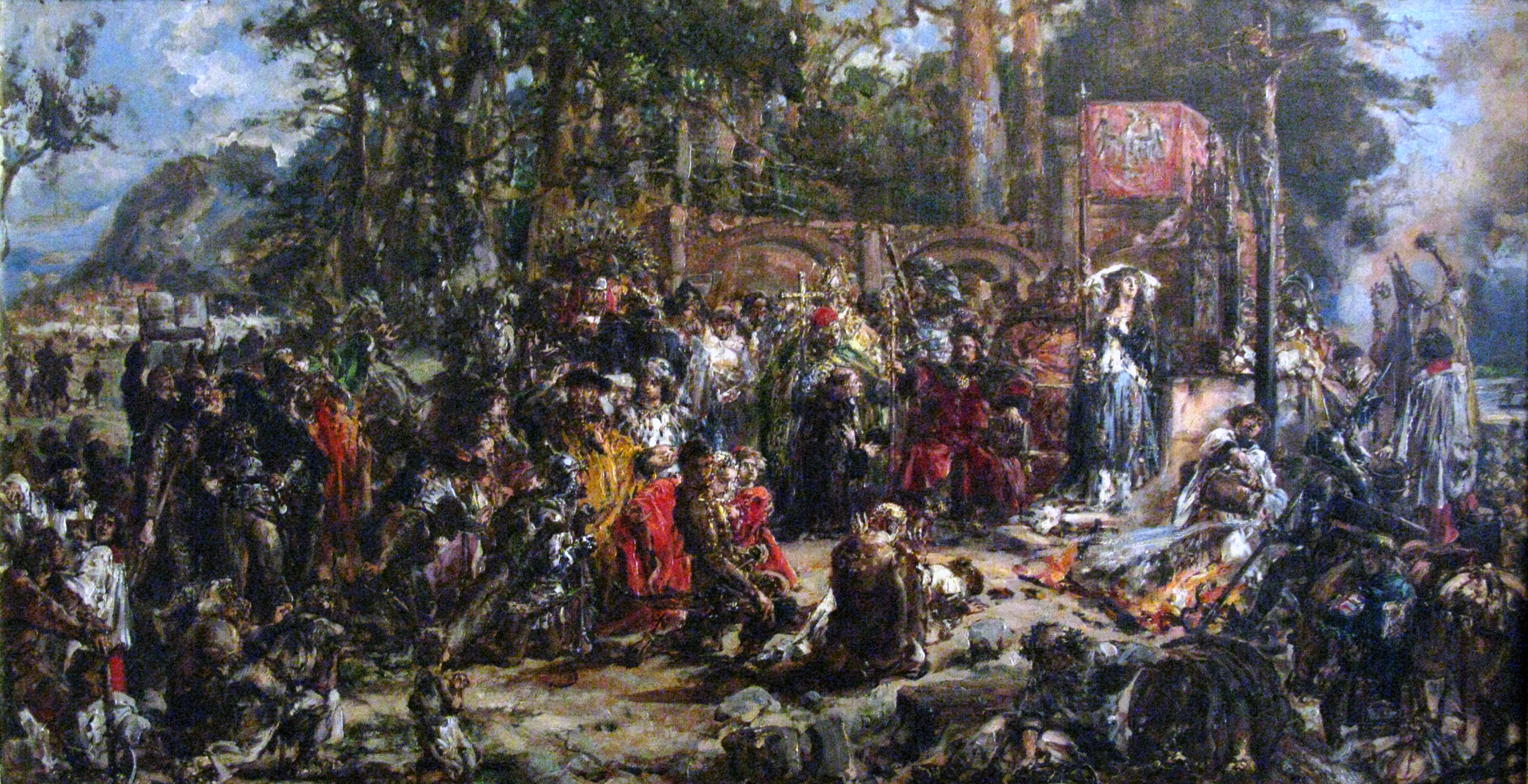
Ян Матейко. Крещение Литвы (1889)

Хроника Яна Длугоша не пишет о том, что Свидригайло сидел в Витебске, и о конфликте с сокольничим Фёдором Весной. А причинами начавшейся в «1392 году» войны Свидригайла с Витовтом называет «злобную зависть»: Ягайло предпочёл назначить литовским князем двоюродного брата в обход родных. И если Скиргайло готовил «мятеж» против этого, то Свидригайло бежал в «1392 году» к крестоносцам и в «1394 году» в свите магистра Конрада фон Юнгингена участвует в походе на Литву и осаде Вильно. В «1397 году» примиряется с Витовтом и получает какие то земли. В 1399 году Свидригайло принимал участие в битве на реке Ворскле и после поражения бежал. В «1403 году» вновь вместе с крестоносцами нападает на Литву, но после примирения получает Подольскую и Зыдачовскую земли, повяты Стрый, Шидлов, Стобницу, Другню, Усьце и тысячу четыреста марок в год. Но Свидригайло вновь отправляется к крестоносцам, «надеясь получить Литовское княжество».
Хроника Быховца, не всегда указывая даты, описывала развитие событий по-другому. Когда Витовт стал великим князем литовским, он встретил сопротивление лишь у Корибута. А конфликт со Свидригайло начался после того, как Ягайло отдал город Витебск своему сокольничему Федору Весне. Свидригайло убивает Весну, и по воле Ягайло Витовт и Скиргайло осаждают Оршу, Витебск и вынуждают его сдаться и покориться. Следующее упоминание Свидригайло относится к 1430 году.
Матей Стрыйковский, использовавший в своей хронике работы Длугоша, Меховского, Кромера несколько иначе описывал события. Он писал, что вскоре после того, как Скаригайло и Свидригайло, недовольные назначением «в 1392 году» Витовта литовским князем, стали готовиться к войне. Скиргайло, «который был [мужем] великой отваги и вспыльчивейшего сердца и к тому же имел большие сокровища», собирал войска, а Свидригайло, который «не был ни так смел, ни столь могуществен, к тому же имел меньше средств, сокровищ и был не особенно популярен среди своих», бежал за помощью в Пруссию к новому магистру Конраду Юнгингену. Свидригайло с крестоносцами «в 1393 году» взяли замки Сураж, Гродно и Страмеле (принадлежавшие Витовту) и захватили в плен три тысячи человек. В этой ситуации Ягайло помирил Витовта со Свидригайло, и последний, пойдя на переговоры, получил большой удел. «В 1394 году» Свидригайло с крестоносцами два месяца осаждали Вильно. Матей Стрыйковский в главе между событиями «1394 года» и «1396 года» помещал цитату из Кромера о том, что Свидригайло примирился с Ягайло и обещал не тревожить Витовта, получил в кормление Подольскую (выкупленную у сыновей Спытка Мельштынского) землю. Но не уточняет, что Спытко из Мельштына погиб в 1399 году на Ворскле. В главе, датированной 1396 годом, он писал, что Свидригайло, «будучи беглым в Пруссии», вместе с крестоносцами разорял Литву, притом со ссылкой на Длугоша и Кромера указывает, что в походе «1403 года» («в день святой Доротеи») он участвовал с магистром Конрадом Юнгингеном. Эти события заставили Ягайло заключить мир со Свидригайло, который получил в удел Подольскую и Жидачовскую земли, а также замки с повятами: Стрый, Сидлов, Стобнице, Другня и Уйсце, а также ему были назначены выплаты в виде тысячи четырёхсот гривен в королевских жупах. Но обещал не тревожить Витовта. Обещание было нарушено, так как «вскоре» умерла княгиня Ульяна (её смерть источники датируют 1391/1392/1393 годами, то есть до биты на Ворскле, где погиб предыдущий владелец Подолья). Наместником Витебска Ягайло поставил Фёдора Весну. Свидригайло бежит в Пруссию, а затем в Лифляндию и захватывает Витебск, Оршу и иные земли. Витовт возвращает Оршу, Друц, Витебск и, пленив Свидригайло, отсылает его Ягайле. Свидригайло бежал из заключения, в котором сидел несколько лет. А затем король Ягайло или Витовт поймал его и посадил в Кременец, откуда Свидригайло ночью освободился в Великую Пятницу «1418 года». Все эти сведения указаны в главе, датированной 1396 годом. В рассказе о битве на Ворскле Матей Стрыйковский называет Свидригайло среди бежавших с Витовтом и уцелевших. Как правитель Подолья Свидригайло захватил «воеводу валашского» Романа Петриловича. А после того, как Ягайло освободил его, Роман Петрилович с братом Александром присягнули Ягайле. В Хронике это помещено между событиями «1401» и «6609» или «1403 годов». В Хронике написано, что Свидригайло повторно бежал к крестоносцам и вновь в походе «1403 года» («в день святой Доротеи») он участвовал с магистром Конрадом Юнгингеном. И вновь Ягайло призывает брата из Пруссии и передаёт ему Подолье, выкупленное у «сыновей Спытко из Мельштына». Заняв Подолье, Свидригайло «третий раз бежал в Пруссию к магистру». Ягайло захватил Подолье и «присоединил к Короне», назначив туда старостой Петра Шафранца. Датируется это «1405 годом». «1406 год» Но после того как Свидригайле не удалось уговорить крестоносцев к войне с Витовтом и провалились попытки восстаний против Витовта в Литве, он уехал к Ягайле. А тот «в четвёртый раз» примирил брата с Витовтом. После примирения Свидригайло получил Северскую землю со Стародубом, Брянском и Новгород-Северским, занятую Великим княжеством Московским. Спалив Брянск и Стародуб и передав Новгород-Северский Московскому князю Василию I Дмитриевичу, Свидригайло отъехал служить в Москву. Витовт начал войну с Московским княжеством. В ходе её Свидригайло разбил войска Витовта у переправы, но разорение Московского княжества заставило Василия заключить мир. Воспользовавшись отъездом Витовта, его войско вместе с татарами Свидригайло[что?].
Торнский анналист сообщает о прибытии Свидригайла в январе 1402 года в Торн и заключении в марте 1402 года договора с магистром ордена.

### В работах современных исследователей

#### Витебская война и крестоносцы
В 1392/1393 году новый великий князь литовский Витовт (правивший в 1392—1430 годы) решил присоединить Витебск к великокняжеским владениям и назначил туда своего наместника — сокольничего Федора Весну, любимца Ягайла. Свидригайло легко захватил Витебск и убил Весну. На его сторону перешли Друцк и Орша. Витовт, получив помощь из Польши под командованием Скиргайло, сначала двинулся на Друцк Местные князья принесли Витовту клятву о вассальной покорности. За это Витовт оставил за друцкими князьями все их прежние владения, но уже в виде пожалование великого князя. Корибут, не пожелавший поддержать Витовта против Свидригайло, лишился Новгорода-Северского.
Затем Витовт заставил после двухдневной осады капитулировать Оршу, оставил в ней своего наместника, пополнил свою армию отрядами из Друцка и Орши и осадил Витебск, в котором находился Свидригайло. На помощь Витовту пришёл Юрий Святославич Смоленский. После четырёхнедельной осады союзники заняли Нижний замок и начали готовиться к штурму Верхнего замка, но витебляне сдались, так как у них закончилось продовольствие. Витебское княжество было превращено в наместничество. Э. Гудавичюс и Большая российская энциклопедия войну за Витебск датировали 1392—1393 годами, а Ф. Шабульдо 1391 — маем 1393 года.
«Всемирная история» (в 24-х томах), ЭСБЭ вслед за «Хроникой» Матея Стрыйковского утверждали, что Свидригайло бежал (или «был вытеснен») во владения Тевтонского ордена, откуда начал совершать набеги.
Э. Гудавичюс, А. Барбашёв, БРЭ вслед за «Хроникой Быховца» писали, что в 1393 году после падения Витебска Свидригайло сдался Витовту и был отправлен в Краков, ко двору Ягайло. М. Грушевский пишет подобно Матею Стрыйковскому, что в 1393 году отправил в кандалах (укр. кайданах), Э. Гудавичюс, А. Барбашёв, БРЭ кандалы не упоминают.
Ягайло помиловал своего мятежного брата и освободил его из-под стражи.
И. Турчинович в книге 1857 года писал, что «в 1393 году» Свидригайло сдался и получил Крева. Но вслед за Матеем Стрыкойским автор говорил о новой войне за Витебск: «В 1393 году» бежал к крестоносцам и в 1396 году князь с отрядом ливонских крестоносцев, пройдя через псковские земли, вторично захватил Витебск. Жители города, сохранившие симпатию к нему, открыли перед Свидригайлом замковые ворота и признали своим князем. Витовт предпринял новый поход на Витебск. Горожане вновь отчаянно обороняли свой город. После тридцатидневной осады был взят штурмом Нижний замок. Свидригайло с защитниками и жителями отступил в Верхний замок. Там скопилось много народа, и Свидригайло решил вывести людей из замка. Пока они покидали замок, литовское войско ворвалось в открытые ворота. Город пал, сторонники Свидригайла были казнены, сам князь был отправлен в кандалах в Краков, но Ягайло в очередной раз помиловал младшего брата.
А. Коцебу в книге 1835 года выстраивал иную хронологию. После назначения Витовта, Свидригайло бежал к крестоносцам и в 1393 году вместе с ними опустошил Литву, взяв в плен 3000 человек. В 1394 году возглавлял их в осаде Вильны. В 1396 году Свидригайло из Лифляндии захватил Витебск, где убил «любимца Ягайлы». И к Свидригайле присоединились Орша и окрестности. Но Витовт занял Оршу и, заставив Друцкого и Смоленского князей присоединится к нему, месяц осаждал Витебск. Из-за голода «лифляндское войско» выдало Свидригайло и, Витовт высылал того Ягайле. Но Ягайло освободил брата. По версии Коцебу, ссылавшегося на письмо командора Динабургского гарнизона гроссмейстеру тевтонского ордена, это произошло благодаря вмешательству князей Друцкого, «Георга Смоленского», а возможно и князя Рязанского. Коцебу предполагал, что Свидригайло присоединился к войску «Георга Смоленского», опустошавшего окрестности Орши. И именно это вынудило Ягайлу передать брату Подолье.
Э. Гудавичюс, описывая войны крестоносцев в 1392—1396 годах, говорит об осаде Вильнюса в августе 1394 года (но Свидригайло не называет), о Витебске (без упоминания ордена) указывает лишь в 1392—1393 году.

#### Силезия, Венгрия, Ворскла
Вскоре Свидригайло уехал в Силезию к Пшемыславу I Тешинскому, а оттуда в Венгрию, рассчитывая на помощь Сигизмунда Люксембургского, враждовавшего с Ягайлом. Проведя много лет в Венгрии и не получив таковой, в 1398 году пытался склонить тевтонский орден к союзу против Витовта. А. Коцебу приводил ответ графа Кибурга, бывшего командором в Редене, что он не уполномочен вступать в переговоры со Свидригайло. И сообщил, что мир Витовта с орденом объявлен, но ещё не вступил в силу и, не желая его нарушить, крестоносцы не могут вести переговоры со Свидригайло.
По мнению А. Барбашева уже в 1399 году получил Подолье, Новгород-Северскую землю, ряд городов Червонной Руси
12 августа 1399 года состоялась битва на Ворскле между армией Витовта (и его союзников) и татарскими войсками Тимир-Кутлуга и Едигея. Витовт проиграл. На вопрос о том, участвовал ли в этой битве Свидригайло, исследователи отвечают по-разному. Большая Российская энциклопедия, Э. Гудавичюс писали, что участвовал. Коцебу же считал, что участие Свидригайло в битве на Ворскле маловероятно, так как тот в 1398 году склонял крестоносцев к войне с Витовтом. А. Коцебу полагал, что, получив неопределённый ответ, Свидригайло просто ждал благоприятных для себя обстоятельств.

#### Подолье, Северщина и московская служба
В битве на реке Ворскле погиб Спытко из Мельштына, управлявший с 1395 года западным Подольем. Сыновья Спытко были малы и Ягайло выкупил эти земли у вдовы. В 1400 году польский король вручил Свидригайло Подолье и ряд иных владений (Жидачевскую землю). А. Барбашев утверждал, что Подолье Свидригайло получил от литовского князя Витовта
Во время нахождения в Подолье Свидригайло сделал пожалования францисканским и доминиканским монахам Каменца. Доминиканский монастырь святого Николая получил село Зубровцы на Смотриче.

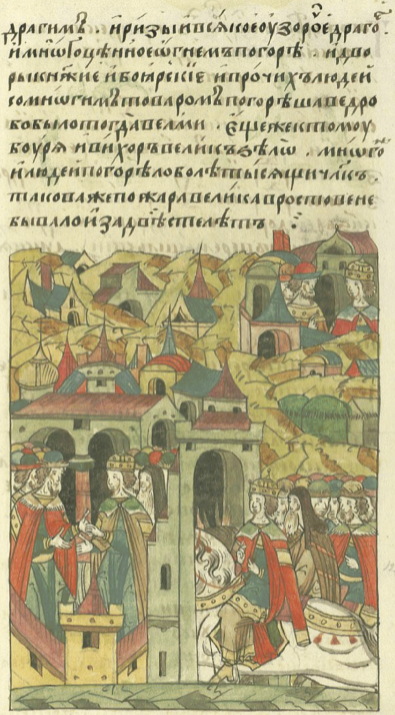
Свидригайло Ольгердович приезжает к Василию I

Н. Молчановский писал, что в 1400 году Свидригайло вмешался в борьбу братьев Романа и Ивашко выяснявших кто должен быть молдавским воеводой. Свидригайло арестовал Романа. А. Балух уточнял, что в 1400 году борьба за молдавский престол развернулась между сыном Петра Мушата — Ивашком и его племянником Александром — сыном Романа Мушата. Находясь в Бресте и ожидая помощи от Польши, Ивашко принёс вассальную присягу на верность королю Владиславу и князю Витовту — 9 декабря 1400 года. Также Ивашко обещал уступить Ягайло Шипинскую землю.
В 1401 году Ягайло и Витовт заключили Виленско-Радомскую унию, по которой после смерти Витовта все его владения в Литве получала Польша. Имевший претензии на литовский трон Свидригайло был этим недоволен. Приглашённый в Вильно, он был недоволен документом, но, по словам Линденблата, притворившись довольным, прикрепил к документу фальшивую печать, а потом, переодевшись в купеческое платье, сбежал в Пруссию. В 1401 году он вступил в союз с мазовецким князем Земовитом IV. Крестоносцы также были недовольны Витовтом, который в нарушение договора поддерживал Жмудь. В январе 1402 году Свидригайло был в Торуни, а 2 марта заключил с орденом договор, почти идентичный Салинскому договору Витовта с крестоносцами. Орден признавал его претендентом на литовский престол, князь пообещал крестоносцам, кроме Жемайтии, Полоцкую землю.
В январе 1402 года крестоносцы начали войну, разорили окрестности Гродно, в июле 1402 года почти сорокатысячная армия под командованием великого комтура Гельфенштейна вторглась в литовские земли и подошла к Вильно. Вместе с немецкими рыцарями был и Свидригайло. Он рассчитывал на своих тайных сторонников в литовской столице. Но Витовт, руководивший обороной Вильны, их выявил и казнил. Спалив Медники и Ошмяны, крестоносцы через Пярлам и Исрутис вернулись домой. Литовцы и поляки также разоряли орденские земли.
23 июня 1402 года Ягайло направил послание к свидригайлову старосте в Подолье Григорию Кердеевичу, выданное в Вислици королевы, где он потребовал передать Каменец и иные замки Ягайлову человеку Дерславу Конопке. Ягайло направился в Подолье. В августе посетил Каменец, Червоноград, где выдал несколько привилегий для Подолья. Начальник каменецкого гарнизона закрыл ворота замка перед королём и пустил того лишь после того, как Ягайло пообещал, что не будет передавать Подолье или его замки князьям, а только польским дворянам. Грушевский данные события приписывал к 1402 году, а Н. Молчановский датировал 1404 годом.
После возвращения из похода Свидригайло получил во владение от великого магистра пограничный замок Бислак (Beeslak) около Растенбурга, где он смог принимать своих приверженцев. В июне 1403 года Витовт пообещал Ягайло, что Литва не заключит мир отдельно от Польши. Об этом он заявил на переговорах в сентябре 1403 года. В свою очередь магистр Конрад фон Юнгинген отклонил требование отослать Свидригайло. Но 2 сентября 1403 года папа римский Бонифаций IX своей буллой запретил крестовый поход. Заключение мира стало вопросом времени. Мир был подписан в мае 1404 года.
Лишившись поддержки Тевтонского ордена, Свидригайло покинул Пруссию и возвратился на свою родину, где вновь примирился с Ягайлом и Витовтом. Он вынужден был принести вассальную присягу на верность братьям, а сам взамен получил от них в наследственное владение обширное удельное княжество (Чернигово-Северскую землю вместе с городами Чернигов, Новгород-Северский, Трубчевск, Стародуб и Брянск). Большая российская энциклопедия датирует возвращение и получение «Брянского княжества» 1403 годом. Ф. Шабульдо и Н. Молчановский считали, что Северскую землю Свидригайло получил в одно время с Подольем в 1399/1400 году. Коцебу писал, что Брянск, Стародуб и Северскую землю Свидригайло получил после того, как у него отобрали Подолье, и он вернулся из ордена (то есть в 1403/1404 году).
В 1404 году Свидригайло принимал участие в походе Витовта на Смоленск, а затем принимал участие в русско-литовской войне 1406—1408 годов. В 1406 году по словам А. Барбашёва Свидригайло ходил на московского князя, но позже поменял сторону.
Свидригайло, получив от братьев, обширное удельное княжество, не отказался от претензий на литовский великокняжеский престол. Он по-прежнему поддерживал сношения с тевтонскими и ливонскими рыцарями-крестоносцами. Но в отличие от Витовта (открыто заключившего в сентябре 1404 года Ковенский договор, а в 1405 году торговый договор с Ригой), он это делал тайно.
Центализаторская и религиозная политика Витовта вызвала сильное сопротивление духовенства и знати. Витовт добился от митрополита Киевского и всея Руси Киприана лишения сана и заточения в 1405 году в Московский Симонов монастырь известного ревнителя православия Антония, епископа Туровского — ему было предъявлено обвинение в сношениях с татарами и призывах к Шадибеку напасть на Великое княжество Литовское; ряд представителей литовской знати «отъехал в Москву».

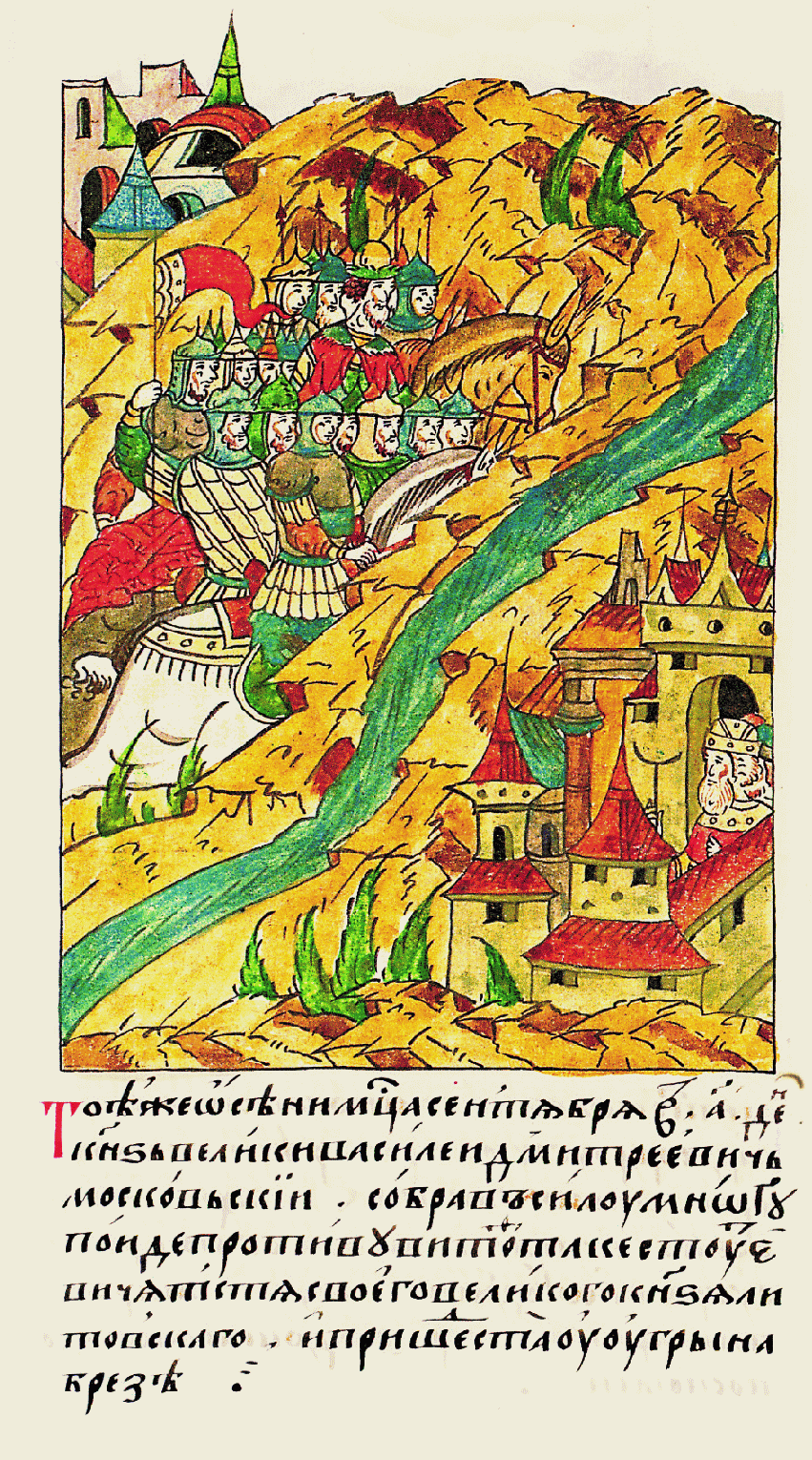
Русско-литовская война 1406—1408 годов. Стояние на Угре

В июле 1408 года Свидригайло вместе с группой князей и бояр отъехал из Брянска в Москву к Василию I Дмитриевичу. По словам М. Грушевского, отъезд был вызван тем, что Свидригайло вёл промосковскую агитацию, и Витовт его планировал арестовать. По словам Н. Молчановского, Витовт считал, что в этом деле кроме Москвы могли быть замешаны и крестоносцы. Пытаясь арестовать Свидригайло, Витовт мог решить несколько проблем, но не сумел. Перед отъездом Свидригайло сжёг замки в Брянске и Стародубе, а Новгород-Северский передал московскому князю.
26 июля 1408 года Свидригайло въехал в Москву. По словам Воскресенской летописи, его сопровождали православный «владыка дьбрянский» Исакий, братья князья Патрикей и Александр Фёдоровичи Звенигородские, князь Фёдор Александрович Путивльский, князь Семён Иванович Перемышльский, князь Михаил Иванович Хотетовский, князь «Урустай Менский» со своими дружинами, а также черниговские, брянские, стародубские, любутские и рославские бояре. А. Коцебу, ссылаясь на письмо от 10 марта, полученное гроссмейстером тевтонского ордена от обер-маршала, писал, что Свидригайло сообщал главе ордена о том, что планирует с «русским митрополитом» отправится в Россию. Но планирует пробыть там не дольше, чем дела примут иной оборот. Свидригайло рассчитывал при поддержке Москвы свергнуть Витовта и захватить литовский великокняжеский престол.
Дав Свидригайло в кормление ряд городов (Владимир, Переяславль-Залесский, Юрьев-Польский, Волок Ламский и Ржев, а также половину Коломны), ободрённый его приездом московский князь Василий Дмитриевич возобновил военные действия против Витовта. Вклад Свидригайло в эту войну исследователи оценивают по-разному. По словам А. Коцебу, он доверил Свидригайло командование войсками.
По словам Э. Гудавичюса, Витовт, получив помощь от ордена (1800 всадников) и Польши, выступил навстречу войскам Василия.
В сентябре 1408 года московское и литовское войска встретились на берегах реки Угры, притока Оки. По словам А. Коцебу, Свидригайло с русскими и татарами упорно защищал проход между болотами делая внезапные нападения из лесов и болот, захватывая в плен передовые отряды литовцев, и действовали настолько успешно, что поставили войско Витовта на порог гибели. В данной ситуации великий князь литовский, обойдя с фланга московское войско, разорил «Московскую область», вынудив Василия Дмитриевича заключить мир. Энциклопедический словарь Брокгауза и Ефрона писал, что Василий вверил Свидригайле начальство над войском, отправленным против литовцев. Но Свидригайло не одержал ни одной большой победы. Э. Гудавичюс, не называя командира московского войска, писал, что в данной кампании Василий I придерживался оборонительной тактики, а Витовт, опасаясь повторения Ворсклы, «также не рисковал». С. М. Соловьёв писал: «В июле приехал Свидригайло, в сентябре Василий с полками своими и татарскими уже стоял на границах, на берегу Угры, а на другом берегу этой реки стоял Витовт с Литвою, поляками, немцами и жмудью. Но и тут битвы не было: постоявши много дней друг против друга, князья заключили мир и разошлись».
Вскоре великий князь литовский и великий князь московский вступили в мирные переговоры. 14 сентября 1408 года между Василием Дмитриевичем и Витовтом был заключён договор о так называемом вечном мире. По нему Василий брал обязательство выслать Свидригайло из своих владений.
В декабре 1408 года татарское войско под командованием мурзы Едигея совершило поход на московские земли. Свидригайло, разорив московский город Серпухов, присоединился к Едигею и «отъехал в Орду».
В 1409 году Свидригайло вернулся в ВКЛ. Но Свидригайло не собирался отказываться от своих давних претензий на литовский великокняжеский престол и не прекращал вести тайные переговоры со всеми врагами двоюродного брата. Находясь в Великом княжестве Литовском, вёл переговоры с крестоносцами о возможном свержении Витовта.

## 1409—1430
Осенью 1409 года Свидригайло был схвачен по приказу Витовта и заключён в Кременецком замке. По распоряжению Витовта двое русских князей, соратников Свидригайло, были схвачены и казнены. В кременецкой тюрьме Свидригайло находился в течение девяти лет (1409—1418). Однако на свободе остались многочисленные литовско-русские удельные князья, единомышленники и соратники Свидригайла. Несмотря на собственное заключение в кременецкой тюрьме, он по-прежнему оставался общепризнанным лидером (знаменем) так называемой «русской» православной партии. Его приверженцы, русско-литовские удельные князья, недовольные захватом польскими магнатами пограничных литовских земель, насаждением римско-католической веры и распространением польских порядков в древнерусских землях Великого княжества Литовского, решили силой освободить своего вождя из тюремного заключения.

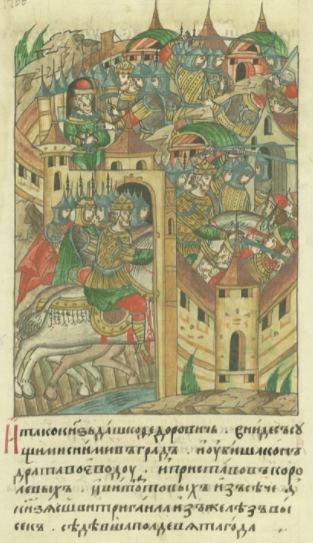
Дашко Острожский захватывает Кременец и освобождает Свидригайло

По словам Иловайского комендант кременецкого замка Конрад Франкенберг был родом из Пруссии, и обходился с узником почтительно и не препятствовал навещать его разным гостям. В марте 1418 года князья Даниил Фёдорович Острожский, Александр Иванович Пинский (Нос) и Андрей Смоленский захватили Кременец и освободили Свидригайла. По словам Иловайского и Татищева Даниил (Дашко) Острожский отправил в Кременец двух верных ему людей Илью и Димитрия, которые добились расположения кременецкого воеводы Конрада и поступили к нему на службу. В назначенное время лазутчики должны были открыть ворота Кременца и впустить в крепость сподвижников Свидригайла. В ночь перед Пасхой князья Даниил Фёдорович Острожский и Александр Иванович Пинский с большой дружиной тайно подошли к воротам замка. Илья и Димитрий отворили ворота и опустили мост. Кременецкий воевода Конрад Фракенберг был убит с мечом в руках, также были перебиты все литовские и польские приставы, охранявшие Свидригайла. А.Коцебу приводил выдержки из письма командора Рагнитского к маршалу ордена, где говорилось, что после освобождения Свидригайло вместе с Андреем Смоленским и 200 всадниками бежал из плена. И по одним слухам он овладел «малой Валахией», по другим Подольем, где все ему присягнули. А Витовт опасавшийся родственника держит жену Свидригайла как пленницу. Информация о захвате «малой Валахии»(Покутья) не подтвердилась. Но П. Молчановский считал, что определённые просвидригайловы волнения в Подолье поднялись. Он аргументировал это тем, что Ягайло обязал жителей Подолья принести Витовту присягу на верность и послушание.
Свидригайло со своими сподвижниками занял Луцк. Узнав о приближении великокняжеского войска, он покинул княжество. Э. Гудавичус писал, что Свидригайло через Валахию отправился в Венгрию, а затем через Австрию в Костанц, где был император Сигизмунд. Барбашёв А. И. утверждал что Свидригайло сватался к сестре Конрада IV олесницкого. Свидригайло при помощи Дашко Острожского возобновил отношения с орденом. Но орден воспользовался Свидригайло, как средством давления во время переговоров с Ягайло и Витовтом.
Во второй половине мая 1419 года в Кезмарке (Kežmarok) Ягайло встретился с германским императором Сигизмундом. Император помог помирить Свидригайло с Ягайлом(А. В. Барышев утверждал, что это произошло летом 1420 года) Однако Витовт продолжал отказываться от любых контактов с ним. Летом 1420 года Свидригайло вёл переговоры с орденом о возобновлении прежних договоров. Тогда Ягайло стал посредником в переговорах. Немаловажную роль сыграли польские вельможи, которые выслали свою делегацию в Вильно и поручились перед великим князем литовским за его двоюродного брата, а в том случае если Ольгердович нарушит договор помочь Витовту против Свидригайло. Только тогда Витовт согласился примириться со Свидригайлом и вернуть ему прежний удел. 10 августа 1420 года Витовт встретился со Свидригайло. Свидригайло получал Чернигов, Трубчевск, Брянск, Новгород-Северский. Большая российская энциклопедия писала, что Свидригайло участвовал в войне с Тевтонским орденом и заключении Мельнского мира 1422 года. А.Коцебу приводил выдержки письма за 1422 год Свидригайло ордену в котором Ольгердович именовал себя неприятелем ордена и верным слугой и союзником «старейших братьев» Витовта и Ягайлы. В письме указан титул Свидригайло князь Литовский, владетель Чернигова, Взвора и Трубчевска (лат. Dux Luttwaniae et terrarum Czirncow, Bzwor et Trubeczen dominus)
В 1428 году Свидригайло участвовал в походе Витовта на Новгород.
Большая российская энциклопедия писала, что Свидригайло принимал участие коронационном съезде в Троках в 1430 году.

## Правление

### Великий князь литовский
27 октября 1430 года в Троках скончался восьмидесятилетний Витовт. В Великом княжестве Литовском началась ожесточённая и кровопролитная гражданская война за великокняжеский трон между Свидригайлом, вождём русской православной партии, и Сигизмундом Кейстутовичем, лидером литовской католической партии.
По поводу того, что и как это происходило, в источниках и у исследователей описывается по-разному.
По версии, изложенной у Я. Длугоша, Ягайло, не посоветовавшись с польскими и литовскими прелатами и панами (опасаясь, что те запретят совершить поступок), послал к брату Яна Межика (пол. Jan Mężyk z Dąbrowy), через которого передал назначение Свидригайло князем. Узнав об этом поступке, литовская знать не только покинула Ягайло и присягнула Свидригайло, но и наперегонки клялась уничтожить всех поляков. Многие из них верили, что правление Свидригайло принесёт процветание в княжество и поможет православию. Ягайло и Свидригайло сопроводили тело Витовта из Трок в Вильно, где и похоронили. Свидригайло занял литовские замки (Вильно, Троки, а потом и другие), не оглядываясь на Ягайло. А затем арестовал брата, апеллируя к тому, что в своё время он провёл в плену у брата девять лет, а теперь настала очередь Ягайло. Но поляки свободно посещали Ягайло. Раздражение Свидригайлы на брата возросло, когда он узнал, что после смерти Витовта поляки захватили Подолию. И требуя вернуть Подолию, угрожал Ягайло тюрьмой и даже смертью. В ответ польская свита вступала в перепалку со Свидригайло, но затем составила план: убить Свидригайло, захватить Виленский замок, дождаться подхода польской армии. Ягайло направил Михаилу Бучацкому приказ передать Подолье и его замки людям Свидригайло, но тот ослушался короля. В это же время Свидригайло получил от папы римского Мартина V письмо, где тот требовал освободить Ягайло. Свидригайло освободил брата. После возвращения Свидригайло поляки начали войну за Подолье.

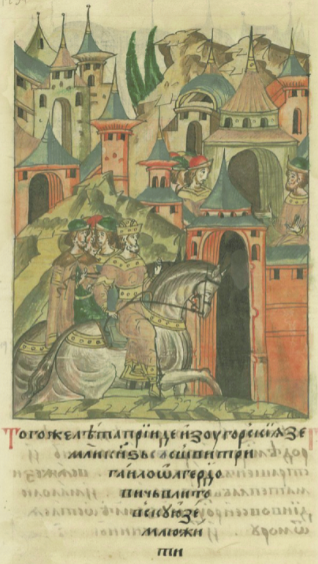
Свидригайло едет в Литву на княжение

Литовско-белорусская «Хроника Быховца», описывая ситуацию, иначе расставляла акценты, но порой в своём рассказе сильно упрощала развитие событий. В ней было написано: «После смерти великого князя Витовта король Ягайло просил князей и панов литовских, чтобы они взяли к себе брата родного, Свидригайла, и князья и паны литовские во время пребывания короля Ягайла посадили на великом княжестве Литовском и Русском князя великого Свидригайла». Новая встреча происходит через два года, когда Ягайло приезжает к брату на охоту. И Свидригайло перед отъездом польского короля требует от того: «Милый брат, для чего ты держишь Подольскую землю, отчину той земли Литовской; верни её мне, а если не хочешь вернуть её мне, я тебя из Литвы не выпущу». После этого Свидригайло посадил Ягайло под стражу. Ягайло апеллировал с одной строны к тому что: «Милый брат, я Подольской земли у тебя не отнимаю, но есть племянница наша, владелица той Подольской земли, княгиня София Жедивидовна, жена князя Митка Зубревицкого, которая поручила её в опеку мне, как своему дяде и защитнику, и хотя я ею [Подольскою землёю] управляю, весь же доход получает она». А также напомнил литовской знати: «Помните, что когда жил брат мой великий князь Витовт, ваш государь, я заключил с ним договор в вашем присутствии с моим братом великим князем Витовтом на таких условиях: если бы у князя великого Витовта были сыновья, а я бы не имел, тогда дети великого князя Витовта должны были править после моей смерти Великим княжеством Литовским и королевством Польским, а если бы брат мой Витовт детей не имел, а имел бы я, тогда после нашей кончины мои дети должны были править королевством Польским и Великим княжеством Литовским». И сославшись на малолетство своих сыновей рекомендовал взять «государем брата моего старшего Сигизмунда, родного брата великого князя Витовта». После этих слов Свидригайло «понял, что сделал нехорошо, и отпустил» брата. После этого Ягайло уехал в Польшу, откуда направил послов к папе, чтобы тот снял присягу с литовской знати. А после получения этой грамоты первого сентября литовская знать избрала великим князем Сигизмунда, и началась война.
Матей Стрыйковский, в основном повторяя рассказ Я. Длугоша, добавлял отдельные подробности. Он писал, что после смерти Витовта литовская знать раскололась между разными кандидатами: Александром (или Олелько) Владимировичем, Жигмонтом Димитровичем Корибутом, Болеславом Свидригайло. Притом большинство желали Дмитрия Корибута, воевавшего за гуситов в Чехии. Ягайло склонился на сторону брата и отослал всех поляков из Трок. Видя это, литовская, русская и жмудьская знать примкнула к Свидригайле. На похороны Витовта в Вильно Свидригайло приехал в окружении большой свиты «и сразу же, благодаря поддержке своих сторонников, занял Виленские, Трокские и другие важнейшие замки, завладел ими и начал писаться великим князем Литовским и носить [этот титул], не дожидаясь [одобрения] короля Ягелло и не считаясь с его волей». После этого Свидригайло, напоминая брату о своём девятилетнем плене, начал того «срамить и позорить», но затем успокоился. Свидригайло был возведён на престол Великого княжества Литовского королём Ягайло и виленским епископом Матвеем (которого Стрыйковский ошибочно именует Миколаем). Но, узнав о захвате поляками Подолья, снова впал в ярость и даже «запальчиво вцепился ему в бороду, невзиврая на его королевский сан и седины. А присутствовавшим тогда полякам тюрьмой, виселицей и различными смертями грозил, а также и королю, если ему немедленно не вернут Подолию, предательски отнятую и украденную (как он говорил) у его литовской отчизны». После этого Ягайло написал письмо требуя вернуть Подолье полякам, а его вельможи написали другое, где требовалось противоположное и спрятав второе в свечке отправили с гонцом. Подольские поляки, получив оба письма, отказались возвращать Подолье. После письма папы римского Мартина V Свидригайло отпустил брата.
Исследователи XIX века, информируя о событиях 1430—1431 годов, как правило рассказывали один из предыдущих вариантов. А. Коцебу, приводя вариант, близкий к варианту М. Стрыйковского. Но, ссылаясь на архив орденского архива, ставил под сомнение, что Свидригайло дёргал брата за бороду или наносил ему иные оскорбления, так как упоминаний о подобном поведении в письмах нет. Он также ставил под сомнение, что папа римский угрожал Свидригайле проклятием.
Из современных исследователей период подробно описан в работах у Э. Гудавичуса и С. В. Полехова. Э. Гудавичус писал, что перед смертью Витовта между ним и Ягайло была достигнута договорённость о том, что Витовт станет королём, но его наследником станет сын Ягайло. 10 октября 1430 года в Вильно приехал Ягайло. 16 октября Ягайло отослал польских вельмож в Польшу и они с Витовтом поехали в Троки, где литовский князь упал с лошади. Оба исследователя (с отсылкой к Я. Длугошоу) сообщают, что после того, как стала ясна скорая смерть Витовта, Свидригайло начал объезжать дворы великого князя, потребовав покорности от старост замков. Витовт до своей смерти 27 октября успел через своих послов: виленского воеводу Гедигольда, маршалка Румбольда и секретаря Миколая Сепенского пожаловаться Ягайло Э. Гудавичус склонялся признать версию Я. Длугоша, что перед смертью Витовт завещал Великое княжество Ягайле. Объясняя это ненавистью, которую покойный испытывал к Свидригайло. 3 ноября Витовта захоронили в вильнюсском кафедральном соборе святых Станислава и Владислава. Но во время похорон, продолжавшихся восемь дней, пока Ягайло участвовал в погребальных церемониях, сторонники Свидригайло смогли взять два Вильнюсских и Трокайский замки, а он был провозглашён великим князем. Ягайло ничего не оставалось, как одобрить и благословить это решение. Но высланный в качестве инвеституры (с точки зрения польского короля) пусть и через мелкого шляхтича великокняжеский перстень Свидригайло хоть и не отклонил, но и не сделал главным элементом при инаугурации. В своём письме Базельскому собору через несколько лет он объяснил это тем, что его избрали «вельможи и народ», а передав перстень Ягайло просто признал, кто главный в Великом княжестве. По версии С. В. Полехова, Свидригайло был выбран «правящей элитой» Великого княжества, которая хотела, с одной стороны, сохранить хорошие отношения с Польшей, а, с другой стороны, иметь своего правителя. На момент похорон Витовта Свидригайло не имел под рукой достаточных сил для силового захвата власти. Сторонники его проживали далеко, но он подходил по личным качествам.
7 ноября в Троках было подписано соглашение, в котором (и в польском и литовском вариантах) Свидригайло именуют великим князем литовским. Ягайло в литовском оригинале именуют «королём Польши», а в польской версии — и польским королём, и верховным князем Литвы. Стороны договариваются жить в мире и на праздник вознесения девы Марии (15 августа) 1431 года устроить съезд, чтобы на нём обсудить и решить противоречия.
Осенью 1430 года на границе между Польским королевством и Великим княжеством Литовским вспыхнули военные действия. Польские магнаты Грицко Кердеевич, Теодорих, Михал и Михал Мужило Бучацкие, Ян Крушина, получив известие о смерти Витовта, собрали польско-шляхетское ополчение в Червонной Руси и двинулись на Каменец. Епископ каменецкий Павел подготовил замок к сдаче полякам. Они заманили в ловушку и арестовали каменецкого наместника и начальника литовского гарнизона Иоанна Довгирда, не знавшего о смерти Витовта. Каменец был занят без труда. Затем братья Бучацкие заняли Смотрич, Червоноград, Скалу, Бакоту и все остальные подольские крепости, а литовские наместники были изгнаны. Поляки также попытались занять Волынь, но их попытки взять города Луцк и Владимир-Волынский закончились безрезультатно.
Свидригайло, узнав о захвате поляками подольских городов, взял Ягайло и его приближённых под домашний арест. С. В. Полехов писал, что 29 ноября между Ягайло и Свидригайло было заключено новое соглашение. Стороны договорились, что Ягайло до съезда (намеченного на 15 августа 1431 года) передаёт брату Подолье с замками Кременец, Смотрич, Червоноград, Скалу. Это соглашение могло быть пересмотрено при несогласии польских советников или смерти короля. Свидригайло обещал не преследовать шляхтичей, захвативших Подолье.
Э. Гудавичус (и, например, М. Грушевский) вероятно ошибочно писали лишь об одном Трокском соглашении и датировали его 7 ноября 1430 года. Э. Гудавичус связывает это с письмом папы Мартина, угрожавшим анафемой.
Король Ягайло написал грамоту к польским старостам в Каменец, велев им возвратить подольские города и замки литовским наместникам. Но королевские советники, недовольные передачей Подолии Великому княжеству Литовскому, решили помешать решению своего короля. По мнению С. В. Полехова, вельможи действовали с ведома и согласия короля, так как по приказу королевской четы ещё 24 ноября из окрестностей Кракова в Кременец было направлено 11 коней «с пушками и снарядами», а 25 ноября некий Пётр с двумя конями.
Ягайло и Свидригайло отправили своих представителей Тарло Щекаревича и князя Михаила Бабу в Каменец, чтобы они вручили польским вельможам королевский указ. Польские паны тайком сообщили каменецкому наместнику Михаилу Бучацкому, чтобы тот не выполнял королевский приказ и не отдавал подольские замки литовским старостам, а арестовал посланников. Вследствие чего Михаил Бучацкий, ставший каменецким старостой, не выполнил королевский указ и наотрез отказался передать захваченные подольские города литовским наместникам. По приказу Михаила Бучацкого представители Ягайла и Свидригайла были схвачены и заключены в тюрьму.
Ягайло вновь задержан в Литве — до конца 1430 или начала 1431 года. По мнению С. В. Полехова только подготовка Польши к войне заставила отпустить короля. Э. Гудавичус указывал подобные даты: 6 декабря 1430 на съезде в Варте призывают польскую шляхту освободить Ягайло. А в январе 1431 года на Сандомирском съезде предъявляют великому княжеству требования передать Подолье и Волынь Польше, а Свидригайло должен попроситься в вассалы.
Тогда сам великий князь литовский Свидригайло с большим войском отправился в Подолию и удержал за собой лишь северо-восточные подольские земли. В конце 1430 года сторонники Свидригайла осадили подольский город Смотрич, занятый поляками, но вскоре были отбиты польской шляхтой, прибывшей на помощь из Каменца. В подольских, волынских и галицких землях вспыхнули вооружённые столкновения между русско-литовскими и польскими отрядами. Поляки вторглись в литовские владения и захватили пограничные волынские замки Збараж, Кременец и Олесько. Однако русско-литовские магнаты отобрали у поляков захваченные ими волынские города и осуществили разорительные набеги на теребовльские, львовские и бельзские земли, входившие в состав польской короны. Так между Польшей и Великим княжеством Литовским началась открытая война.
Свидригайло начал активную дипломатическую деятельность. Ещё 8 ноября 1430 года он направил императору Сигизмунду предложение о союзе. К этому союзу должен был присоединиться и Тевтонский орден. Он заключил антипольский военный союз с Тевтонским орденом, Ливонским орденом, чешскими таборитами и Великим Новгородом. Согласно условиям договора со Свидригайло, тевтонские рыцари начали войну с Королевством Польским, продолжались боевые действия на Подолье и Волыни.

### Луцкая война
Летом 1431 года между Польшей и Литвой началась война. 25 июня Ягайло с польской армией выступил из Перемышля в поход на волынские земли Великого княжества Литовского и 9 июля расположился на берегу Буга, служившей границей между Литвой и Польшей. Великий князь литовский Свидригайло не был подготовлен к началу войны с Польшей и находился в Вильно. Узнав о вторжении польско-шляхетской армии на Волынь, Свидригайло призвал своих союзников, немецких рыцарей-крестоносцев, напасть на польские земли, а сам с русско-литовским войском двинулся на Волынь. 25 июня 1431 года Свидригайло в послании к крестоносцам сообщал, что поляки в трёх местах вторглись в литовские земли и выжгли Городло. При приближении польско-шляхетской армии литовские отряды оставили и сожгли Збараж и Владимир-Волынский. Польский король Ягайло не разделял воинского пыла поляков и поэтому не спешил со вторжением в глубь литовской территории. Вначале сам Ягайло выслал к Свидригайлу посольство, призывая его к заключению мира и вассальной покорности. Однако Свидригайло отказался мириться с Ягайлом и признавать свою вассальную зависимость от Польши. Тогда Ягайло во главе польской армии двинулся из Городла на Владимир, оставленный и сожжённый литовцами. Польский король с войсками без сопротивления занял Владимир и пожаловал владимиро-волынское княжество своему двоюродному брату Фёдору Любартовичу, а его четырём сыновьям назначил уделы. Поляки разорили и выжгли окрестности Владимира-Волынского и направились на Луцк. Великий князь литовский Свидригайло Ольгердович с русско-литовским войском немедленно также выступил на Луцк, столицу Волыни.
31 июля 1431 года на реке Стырь, в окрестностях Луцка, произошло сражение между польским и литовским войсками. Польская армия легко разбила и оттеснила небольшие русско-литовские отряды, охранявшие переправы через Стырь. Тогда Свидригайло с главными силами армии отступил из Луцка за реку Горынь, а в городе оставил для обороны четырёхтысячный гарнизон под руководством своего талантливого полководца Юрши. Свидригайло отказался от решительной битвы с польской армией. Сообщая своим союзникам о битве на берегах Стыри, он писал, что он нанёс крупные потери польской армии и оставил в Луцке большой гарнизон для обороны. Польская армия под командованием Ягайло полностью окружила и осадила Луцк. Литовский гарнизон сжёг город и укрылся с местными жителями в верхнем замке. Польские войска, осадив город, стали обстреливать замок из пушек. 13 августа 1431 года поляки предприняли первый штурм Луцка, который закончился поражением. Защитники во главе с воеводой Юршей успешно отбили польские приступы. Затем луцкий воевода Юрша вступил в мирные переговоры с польским королём Ягайлом и добился заключения перемирия. Во время перемирия Юрша восстановил городские укрепления и отказался от дальнейших переговоров с поляками. Поляки стали обвинять своего короля в симпатиях к жителям Луцка. Безуспешная осада поляками Луцка продолжалась. В это время великий князь литовский Свидригайло с русско-литовским войском располагался за рекой Горынь, в Степани, и так и ничего не предпринял для помощи жителями Луцка. Свидригайло лишь просил военной помощи у своих союзников, затем продолжил мирные переговоры с польским королём и заключил временное перемирие. Во время перемирия поляки задумали внезапным нападением занять Луцк, но вновь потерпели поражение. Затем луцкий воевода Юрша заключил с польским королём Ягайло очередное перемирие. Между тем польско-литовская война велась и в соседних с Луцком землях. Русско-литовские дружины вторглись в бельзскую землю, где захватили и сожгли Бужск. Шеститысячное польское войско, выступившее из Владимира, рассеяло и изгнало литовцев из коронных земель. Затем польское войско осадило пограничную крепость Олесько. Обороной крепости руководил галицкий магнат Богдан Рогатинский, который перешёл на службу к Свидригайлу. По приказу короля Ягайла все поместья Богдана Рогатинского были конфискованы. Поляки потерпели неудачу во время осады и попытались войти в переговоры с Богданом Рогатинским, который согласился сдать крепость, если сдастся Луцк. Русско-литовские дружины разоряли холмскую землю, где взяли и сожгли город Ратно, который им сдали сами горожане. Польский гарнизон из Холма быстро разгромил небольшие русско-литовские отряды. Князь Михаил Семёнович Гольшанский, воевода кременецкий, отбил польские хоругви от города Кременца. По просьбе великого князя литовского Свидригайла в войну против Польши вступил молдавский господарь Александр Добрый (1400—1432). Александр с молдавским войском напал на южные польские владения и разорил Подолию, Покутье и Галицкую землю. Ягайло отправил против Александра коронное войско под предводительством братьев Михаила и Фридриха Бучацких, которые разбили Александра в битве около Каменца.
В августе 1431 года тевтонские рыцари, помогая своему союзнику, великому князю литовскому Свидригайлу, в войне против Польши, разорили северные пограничные земли. Вместо того чтобы сплотить вокруг себя русские и литовские силы, Свидригайло попытался искать помощь у своих союзников, германского императора Сигизмунда Люксембургского, рыцарей Тевтонского и Ливонского орденов, но не мог помешать полякам, которые разоряли и занимали пограничные литовские земли. Несмотря на успешные походы тевтонских рыцарей на северные владения Польши, он вступил в переговоры с польским королём Ягайло, изъявляя своё согласие на заключение перемирия. В сентябре 1431 года молдавский господарь Александр Добрый, потерпев поражение от польской армии, вынужден был подписать перемирие с Польшей.
26 августа 1431 года король Ягайло в лагере польской армии под Луцком подписал со Свидригайлом перемирие на два года. 1 сентября 1431 года в Черторижске Свидригайло ратифицировал перемирие с Польшей. Согласно условию польско-литовского перемирия, Свидригайло сохранил в составе Великого княжества Литовского Восточную Подолию (города Брацлав и Винницу) и Волынь. Польский король Владислав II Ягелло удерживал Западную Подолию вместе с городами Каменец, Смотрич, Бакота, Скала и Червоноград и прилегающими к ним округами. Польское правительство должно было согласиться с фактической независимостью Великого княжества Литовского от польской короны.

### Гражданская война
В ночь с 31 августа на 1 сентября 1432 года во время ночёвки в Ошмянах на Свидригайло совершили нападение люди Лаврентия Зарембы. Бросив беременную жену Свидригайло в последний момент смог вырваться и в окружении 14 сторонников бежал в Полоцк, куда прибыл 3 сентября. Уже в пути Свидригайло получал сообщения, что Вильно его не поддерживает, что Вильно, Гродно, Берестье, Подляшье перешли под контроль заговорщиков. Сразу после переворота заговорщики и Сигизмунд Кейстутович обвинили Свидригайло в том, что он нанёс урон католической вере в Великом княжестве, что его жена «живёт не по-христиански» (не перешла в католичество) и насмехалась над образом святого Георгия. Великое княжество Литовское раскололось. Началась гражданская война.
Сигизмунд Кейстутович обратился за поддержкой в Краков и просил утвердить его великим князем. 15 октября 1432 им был заключён договор с Польшей. В этот день краковский епископ Збигнев Олесницкий от имени Ягайло совершил инвеституру, вручив Сигизмунду меч (более престижный символ чем перстень, который получил Свидригайло от Ягайлы в 1430 году).
В начавшемся конфликте Сигизмунд позиционировал себя как борца со Свидригайло, желающим «схизматизировать» Литву. Свидригало же позиционировал себя как борца с изменниками нарушившими присягу, вернутся к исполнению которой он и призывал
Свидригайло получил поддержку многих православных князей и части литовской знати. В Полоцке в 1432 году он был посажен на «великое княжение русское».
Стремясь заручиться поддержкой православных князей и духовенства, Свидригайло добился возведения в 1433 году в сан киевского митрополита смоленского епископа Герасима. С 1433 года Свидригайло стремясь доказать свою приверженность католичеству предпринимал политику провести унию между православной и католическими церквями.
Но в 1435 году митрополит Герасим был уличён в сношениях с противником Свидригайло Сигизмундом Кейстутовичем. По соглашению Герасим обещал склонить на сторону Сигизмунда Смоленскую и Киевскую земли. Свидригайло подверг митрополита заключению и 24 июля 1435 года сожжению.
1 сентября 1435 года в решающей битве у Вилькомира Свидригайло потерпел поражение. Чем и воспользовался Сигизмунд занявший Смоленск, Мценск, Стародуб.
Во время кампании 1436 года Свидригайло отбил Мценск, Стародуб, но 4 сентября 1437 года был вынужден подписать соглашение с Польшей признав себя её вассалом, передать Луцк и согласится на то, что после его смерти все земли достанутся полякам.
А в результате походов войск Сигизмунда конца 1438/начала 1439 года был вытеснен с территории Великого княжества Литовского. 6 декабря 1438 года из Перемышля (входившего на тот момент в королевство Польское) он в очередной раз обратился за помощью к Тевтонскому ордену. И вскоре после этого отправился в Молдову.
25 марта 1440 года заговорщиками (сторонниками Свидригайло) был убит Сигизмунд. После его смерти часть знати провозгласила великим князем сына убитого — Михаила, а часть — Свидригайло. В 1440 году Свидригайло получил в Польше княжество, созданное из Грудской (около Городка) и Щерцкой (Щерецкой) земель. 6 июня 1440 года в Тлумаче он обнародовал акт, в котором провозглашал себя великим князем литовским, но вассалом королевства Польского. Назревало новое столкновение сторонников и противников Свидригайло. В этой ситуации Ян Гаштольд пригласил на великокняжеский престол Казимира, младшего сына Ягайла. 29 июня 1440 года Казимир был объявлен великим князем.

## Волынский князь
Летом 1441 года Свидригайло посетил польского короля и получил Хелмскую землю.
Вскоре после Вильнюсского сейма (январь 1442 года) Свидригайло был призван на княжение в Луцк волынской знатью. Весной 1443 года Свидригайло признал верховенство Казимира, а волынское княжество было оставлено прижизненно (единственный сын Свидригайло умер ребёнком).
В 1444 году погиб польский король Владислав III, и поляки пригласили себе в короли его брата Казимира Литовского. Ради решения вопроса, каким должен быть союз с Польшей, 30 ноября 1445 года в Вильне был созван сейм. Его посетили Свидригайло и Олелько. Свидригайло на сейме поддержал стремление Великого княжества к суверенитету. Казимир стал правителем и того, и другого государств, которые имели равные права.
В 1451 году самочувствие Свидригайло ухудшилось. На сентябрьском съезде в Парчеве, где встречались представители Литвы и Польши, был поднят и вопрос о том, кому достанется Волынь после смерти Свидригайло. К концу 1451 года с согласия Свидригайло на Волынь прибыли литовские отряды во главе с Радзивиллом Остиковичем, Юрием Ольшанским, браславским старостой Юршей и пинским князем Юрием. В свою очередь польская знать потребовала от Казимира присоединить Волынь к Польше. В начале 1452 года волынская знать склонилась на польскую сторону, но Свидригайло заставил её присягнуть на верность Великому княжеству Литовскому.
10 февраля 1452 года Свидригайло умер в Луцке. После смерти напряжение между Литвой и Польшей достигло такого уровня, что собравшиеся в марте 1452 года на Сандомирском съезде поляки выдвинули идею детронизации Казимира, но она не удалась.

## Семья
Свидригайло был женат дважды на русских православных княжнах. Согласно компиляции Л. Войтовича, первым браком Свидригайло женился на дочери удельного князя смоленского Ивана Святославича, а вторично в 1430 году женился на Анне Ивановне, дочери удельного князя старицкого Ивана Ивановича. Согласно другим сведениям, Свидригайло первым браком был женат на Елене Юрьевне, дочери великого князя смоленского Юрия Святославича (1401—1404), а вторично в 1430 году женился на Анне Борисовне, дочери своего союзника, великого князя тверского Бориса Александровича (1426—1461).

## Комментарии
1. ↑  Частью населения признавался великим князем до конца 1430-х.
2. ↑  С учетом аргументов Коцебу и Полехова о молодости Свидригайла в 1386 году, вероятно, что он родился в 1370-е годы
3. ↑  Ниже его помещает Мингайла-Михаила и Александру[3].
4. ↑  Моложе него указаны пять дочерей[5].
5. ↑  Моложе него указаны лишь пять дочерей[6].
6. ↑  После Вигунда-Андрея, Корибута-Дмитрия, Владимира, Ягайлы, Коригайлы-Константина, Минингайлы-Ивана, Скиргайлы-Ивана-Казимира, но до Бутова-Бориса, Лугвения-Семена, Вигунда-Александра[8].
7. ↑  После Ягайло, Скиргайло, но до Корибута, а также приписанных в сыновья Ольгерду Дмитрия Корецкого и Василия[9].
8. ↑  С. В. Полехов выделял несколько версий: 
1) версия Свидригайло и его окружения; 
2) версия Тевтонского ордена, 
3) польская версия, 
4) версия литовских противников Свидригайло, 
5) позднейшая литовская версия (Хроники Быховца), 
6) данные русских летописей[118].
9. ↑  Как в более позднее время передают служебные ключи.